# Стара маслина
Стара маслина је стабло европске маслине (Olea europaea) за које се верује да је најстарије стабло своје врсте у Европи и једно од најстаријих у свету. Налази се у граду Бару у Црној Гори и 1957. године заштићено је законом и проглашено за споменик природе. Једно је од најзначајнијих природних добара у Црној Гори.
Старост овог стабла процењује се на више од 2000 година. У прошлости је два пута страдала у пожару, али се оба пута опоравила и још увек рађа. Плод са ње се сакупља и од њега се прави маслиново уље које се продаје посетиоцима комплекса. Интересовање за Стару маслину је све веће и сваке године посећује је велики број туриста из целог света.

## Локација
Споменик природе Стара маслина налази се у барском насељу Мировица, недалеко од Старог града, уз магистрални пут Бар-Улцињ и представља заштитни знак града Бара. Осим Старе маслине, која је стара преко 2000 година, у истом дворишту је још седам стабала маслина које су старе између 500 и 700 година. Године 2008. простор око Старе маслине уређен је и претворен у парковско-споменички комплекс, величине око 2564 m²

### Спор око власништва
Око 2500 m² земљишта на Мировици, на коме се налази споменик природе Стара маслина, нашло се на Привредном суду по тужби општине Бар против предузећа „Приморка” у стечају. Према подацима у катастру, земљиште је од 1960. својина „Приморке”, док је Стара маслина стављена под заштиту државе 1957. године и као културно добро није ушла у стечајну масу „Приморке”, али јесте земљиште на коме се налази. Земљишта око Старе маслине је процењено на 65 евра по квадрату, односно 166.660 евра.

## Процена старости
На Шумарском факултету Универзитета у Истанбулу 2015. године вршена је анализа узорака 50 стабала маслине у околини Бара и Улциња. Резултати су показали Стара маслина на Мировици посађена пре 2240 година.
Ова јединствена студија недвосмислено је показала да су од 50 тестираних стабала два старија од 2000 година, шест је старости 1000-2000 година, двадесет 500-1000 година, а остала су испод 500 година старости. Осим Старе маслине у околини Бара расте још и маслина у селу Печурице, чија се старост процењује на 2056 година и у селу Добре воде, стара 1799 година. Најстарија маслина у суседном Улцињу налази се у Валданосу и стара је 1892 године, а нешто млађа расте у Улцињу већ 1314 година. Узимање узорака спроводило се од 16. до 23. новембра 2014. године на 25 стабала из Бара и 25 из Улциња. Власницима ових стабала додељени су сертификати који доказују старост маслина, а за Стару маслину сертификат је добила Општина Бар.
Данас се на подручју Бара налази преко 100.000 маслинових стабала, а већина засада су стабла стара по неколико стотина година.

## Стара маслина у традицији и култури
За Стару маслину на Мировици везане су многе легенде и предања. Према једном од њих испод овог стабла су се, у време када је на овим просторима постојала крвна освета, мириле завађене војске, братства и породице. Прича се да је за време владавине краља Николе услов за сваког Баранина који је хтео да се ожени био да мора најпре да посади 20 маслинових стабала. Обавеза чувања Старе маслине вековима је преношена с колена на колено. Старији Барани сећају се забране кидања грана или листова са њеног стабла, као и легенде о проклетству које би задесило свакога ко покуша да је уништи или посече. Тако се прича да су, у време италијанске окупације, њеним тадашњим власницима ботаничари који су боравили у Бару нудили огроман новац да маслину изваде и однесу у Италију, што су ови без размишљања одбили.
Од 1987. године у Бару се, током новембра месеца, у Бару традиционално одржава манифестација „Сусрети под Старом Маслином”, посвећена дечијем стваралаштву и стваралаштву за децу. Године 1989. установљена је и награда за животно дело „Стара маслина”.